# کریستیان رایتز
کریستیان رایتز (آلمانی: Christian Reitz؛ زادهٔ ۲۹ آوریل ۱۹۸۷) تیرانداز اهل آلمان است.
وی همچنین برندهٔ جوایزی همچون برگ بوی نقره‌ای شده‌است.
وی در مسابقات کشوری و بین‌المللی در مجموع برندهٔ ۲ مدال طلا، ۳ مدال نقره، ۲ مدال برنز شده‌است.